# 旱地
旱地（英語：Drylands）是指缺水的地区，这类地区的降水与地表水蒸发和植物蒸腾（也即蒸发散）相等。联合国环境署将旱地定义为热带与温带环境中干燥指数低于0.65的地区。旱地可分为下述四种类型：
- 亚湿润旱地
- 半干旱地
- 旱地
- 极端旱地

极端旱地有时也等同于沙漠，例如依照联合国防治荒漠化公约的定义。不过通常而言，沙漠同时包含旱地与极端旱地两类区域，而联合国防治荒漠化公约将极端旱地排除出了旱地的范围。
地球上41.3%的区域为旱地，其中拉丁美洲15%的土地、非洲66%的土地、亚洲40%的土地、欧洲24%的土地为旱地。发展中国家的旱地面积比例（73%）远高于发达国家，并且随干旱程度增加，这个比例也逐渐提高，几乎100%的极端旱地都位于发展中国家。不过，美国、澳大利亚和部份南欧国家也有面积可观的旱地。
旱地是复杂且发展中的地貌结构，其属性和动态特征与当地气候、土壤、植被紧密相关。